# Labarthe-Rivière
Labarthe-Rivière là một xã thuộc tỉnh Haute-Garonne trong vùng Occitanie tây nam nước Pháp. Xã này nằm ở khu vực có độ cao trung bình 394 mét trên mực nước biển.